# Анатолійські Тигри
«Анатолійські тигри» (тур. Anadolu Kaplanları) — міжнародний термін, який використовують в контексті турецької економіки для описання і пояснення феномену економічного росту в декількох містах Туреччини. "Тигри" демонструють дивовижні показники зросту з 1980-х років; в них також з'являється новий тип підприємців, які займають певне становище в місті.